# Lissonota superbator
Lissonota superbator là một loài tò vò trong họ Ichneumonidae.